# 川本正一郎
川本 正一郎（かわもと しょういちろう、1955年1月28日 - ）は、日本の国土交通官僚。国土交通省住宅局長、国土交通省都市局長、内閣官房地域活性化統合事務局長等を歴任した。

## 人物・経歴
兵庫県出身。1968年麻布中学校から甲陽学院中学校に編入。1973年甲陽学院高等学校卒業。1977年東京大学法学部卒業、建設省入省。2005年国土交通省大臣官房審議官。2008年国土交通省国土計画局長。2009年から国土交通省住宅局長を務め、賃貸管理業務適正化などにあたった。2012年国土交通省都市局長。2013年内閣官房内閣審議官（内閣官房副長官補付）（命）内閣官房地域活性化統合事務局長。2014年国土交通省大臣官房付、退官。2015年三井不動産専務執行役員（企画調査部、S&E総合研究所 関係業務担当）。2021年三井不動産顧問。